# Список послов России и СССР в Швеции
В статье представлен список послов России и СССР в Швеции.

## Хронология дипломатических отношений
- 19 августа 1700 г. — Россия объявила войну Швеции.
- 30 августа 1721 г. — подписан Ништадтский мирный договор.
- 28 июля 1741 г. — Швеция объявила войну России.
- 7 августа 1743 г. — подписан Абоский мирный договор.
- 21 июня 1788 г. — Швеция напала на Россию без объявления войны.
- 3 августа 1790 г. — подписан Верельский мирный договор.
- 9 февраля 1808 г. — Россия напала на Швецию без объявления войны.
- 5 сентября 1809 г. — подписан Фридрихсгамский мирный договор.
- 26 октября 1917 г. — дипломатические отношения прерваны после Октябрьской революции.
- 15—16 марта 1924 г. — установлены дипломатические отношения на уровне миссий.
- 26 августа — 1 сентября 1947 г. — миссии преобразованы в посольства.

## Список послов
| Срок полномочий                   | Посол                              | Годы жизни | Вручение верительных грамот | Комментарии                                                                                    |
| --------------------------------- | ---------------------------------- | ---------- | --------------------------- | ---------------------------------------------------------------------------------------------- |
| Русское царство                   |                                    |            |                             |                                                                                                |
| 1634—1636                         | Дмитрий Андреевич Францбеков       | ум. 1659   |                             | Резидент                                                                                       |
| Июль — сентябрь 1700              | Андрей Яковлевич Хилков            | 1676—1716  |                             | Резидент                                                                                       |
| Российская империя                |                                    |            |                             |                                                                                                |
| 1721—1725                         | Михаил Петрович Бестужев-Рюмин     | 1688—1760  |                             | Полномочный министр до 1724, затем посланник                                                   |
| Сентябрь 1725 — май 1727          | Василий Лукич Долгоруков           | 1672—1739  |                             | Посол                                                                                          |
| 1725 — январь 1732                | Николай Фёдорович Головин          | 1695—1745  |                             | Чрезвычайный посланник                                                                         |
| 1731—1741                         | Михаил Петрович Бестужев-Рюмин     | 1688—1760  |                             | Посланник                                                                                      |
| 3 января 1744 — 12 декабря 1745   | Иоганн Людвиг Люберас фон Потт     | 1687—1752  |                             | Посланник                                                                                      |
| 25 мая 1745 — 23 января 1746      | Алексей Михайлович Пушкин          | 169?—17??  |                             | Посланник                                                                                      |
| 23 января 1746 — 31 января 1748   | Иоганн Альбрехт фон Корф           | 1697—1766  |                             | Посланник                                                                                      |
| 1748—1760                         | Никита Иванович Панин              | 1718—1783  |                             | Посланник                                                                                      |
| 1760—1774                         | Иван Андреевич Остерман            | 1725—1811  |                             | Посланник                                                                                      |
| 1774—1779                         | Иван Матвеевич Симолин             | 1720—1799  |                             | Посланник                                                                                      |
| 3 июля 1779 — 24 ноября 1783      | Алексей Семёнович Мусин-Пушкин     | 1729—1817  |                             | Посланник                                                                                      |
| 15 марта 1783 — 19 мая 1786       | Аркадий Иванович Морков            | 1747—1827  |                             | Посланник                                                                                      |
| 19 мая 1786 — 1789                | Андрей Кириллович Разумовский      | 1752—1836  |                             | Посланник                                                                                      |
| Апрель 1791 — май 1793            | Оттон Магнус Штакельберг           | 1736—1800  |                             | Посланник                                                                                      |
| Июнь 1793 — июнь 1794             | Сергей Петрович Румянцев           | 1755—1838  |                             | Посол                                                                                          |
| 1795—1796                         | Богдан Васильевич Будберг          | 1766—1832  |                             | Поверенный в делах                                                                             |
| 16 мая 1796 — 9 февраля 1803      | Андрей Яковлевич Будберг           | 1750—1812  |                             | Посланник                                                                                      |
| 29 июня 1803 — 27 января 1808     | Давид Максимович Алопеус           | 1769—1831  |                             | Посланник                                                                                      |
| 28 октября 1809 — 1811            | Пётр Казимирович Сухтелен          | 1751—1836  |                             | С особой миссией                                                                               |
| 2 июля 1811 — 30 августа 1812     | Павел Андреевич Николаи            | 1777—1866  |                             | Поверенный в делах                                                                             |
| 15 сентября 1812 — 2 июля 1816    | Григорий Александрович Строганов   | 1770—1857  |                             | Посланник                                                                                      |
| 1816 — 6 января 1836              | Пётр Казимирович Сухтелен          | 1751—1836  |                             | Посланник                                                                                      |
| 17 января 1836 — 16 марта 1837    | Александр Андреевич Бодиско        | 1786—1854  |                             | Поверенный в делах                                                                             |
| 20 июня 1836 — 31 мая 1839        | Лев Северинович Потоцкий           | 1789—1860  |                             | Посланник                                                                                      |
| 31 мая 1839 — 20 мая 1842         | Адам Фаддевич Матушевич            | 1795—1842  |                             | Посланник                                                                                      |
| 22 мая 1841 — 14 марта 1844       | Дмитрий Григорьевич Глинка         | 1808—1883  |                             | Поверенный в делах                                                                             |
| 6 декабря 1843 — 6 января 1852    | Александр Сергеевич Криденер       | 1786—1852  |                             | Посланник                                                                                      |
| 26 февраля 1852 — 28 февраля 1872 | Яков Андреевич Дашков              | 1803—1872  |                             | Посланник                                                                                      |
| 4 марта 1872 — 2 декабря 1875     | Николай Карлович Гирс              | 1820—1895  |                             | Посланник                                                                                      |
| 6 декабря 1875 — 19 декабря 1883  | Григорий Николаевич Окунев         | 1823—1883  |                             | Посланник                                                                                      |
| 8 февраля 1884 — 12 марта 1891    | Николай Павлович Шишкин            | 1830—1902  |                             | Посланник                                                                                      |
| 12 марта 1891 — 1 июля 1897       | Иван Алексеевич Зиновьев           | 1835—1917  |                             | Посланник                                                                                      |
| 1 июля 1897 — 1904                | Евгений Карлович Бюцов             | 1837—1904  |                             | Посланник                                                                                      |
| 1904 — 17 июня 1909               | Фёдор Андреевич Будберг            | 1851—1916  |                             | Посланник                                                                                      |
| 1910                              | Василий Сергеевич Сергеев          | 1857—1910  |                             | Посланник                                                                                      |
| 1910—1912                         | Кирилл Михайлович Нарышкин         | 1854—1921  |                             | Посланник                                                                                      |
| 1912—1913                         | Александр Александрович Савинский  | 1868—1934  |                             | Посланник                                                                                      |
| 1913 — апрель 1917                | Анатолий Васильевич Неклюдов       | 1856—1934  |                             | Посланник                                                                                      |
| Временное правительство России    |                                    |            |                             |                                                                                                |
| Апрель — декабрь 1917             | Константин Николаевич Гулькевич    | 1865—1935  |                             | Посланник                                                                                      |
| РСФСР                             |                                    |            |                             |                                                                                                |
| Ноябрь 1917 — 1919                | Вацлав Вацлавович Воровский        | 1871—1923  |                             | Дипломатический представитель                                                                  |
| Февраль 1921 — 10 марта 1923      | Платон Михайлович Керженцев        | 1881—1940  |                             | Дипломатический представитель                                                                  |
| СССР                              |                                    |            |                             |                                                                                                |
| 4 июня 1923 — 7 октября 1924      | Валериан Валерианович Оболенский   | 1887—1938  | 23 мая 1924                 | Дипломатический представитель до 22 марта 1924, полномочный представитель с 17 апреля 1924     |
| 7 октября 1924 — 5 февраля 1927   | Валериан Савельевич Довгалевский   | 1885—1934  | 28 ноября 1924              | Полномочный представитель                                                                      |
| 5 февраля 1927 — 27 мая 1930      | Виктор Леонтьевич Копп             | 1880—1930  | 14 марта 1927               | Полномочный представитель                                                                      |
| 20 июля 1930 — 27 июля 1945       | Александра Михайловна Коллонтай    | 1872—1952  | 30 октября 1930             | Полномочный представитель до 9 мая 1941, затем чрезвычайный и полномочный посланник            |
| 27 июля 1945 — 27 октября 1949    | Илья Семёнович Чернышёв            | 1912—1962  | 20 сентября 1945            | Чрезвычайный и полномочный посланник до 2 октября 1947, затем чрезвычайный и полномочный посол |
| 27 октября 1949 — 12 марта 1950   | Александр Никитич Абрамов          | 1905—1973  |                             | В должность не вступил                                                                         |
| 13 марта 1950 — 22 декабря 1956   | Константин Константинович Родионов | 1901—1981  | 26 апреля 1950              |                                                                                                |
| 22 декабря 1956 — 31 июля 1962    | Фёдор Тарасович Гусев              | 1905—1987  | 2 апреля 1957               |                                                                                                |
| 31 июля 1962 — 8 апреля 1967      | Николай Дмитриевич Белохвостиков   | 1918—1984  | 10 сентября 1962            |                                                                                                |
| 8 апреля 1967 — 16 мая 1971       | Виктор Фёдорович Мальцев           | 1917—2003  | 9 мая 1967                  |                                                                                                |
| 16 мая 1971 — 4 сентября 1982     | Михаил Данилович Яковлев           | 1910—1999  | 30 июня 1971                |                                                                                                |
| 4 сентября 1982 — 14 мая 1990     | Борис Дмитриевич Панкин            | род. 1931  | 30 сентября 1982            |                                                                                                |
| 1990 — 22 октября 1991            | Николай Николаевич Успенский       | 1946—2024  |                             |                                                                                                |
| 22 октября — 25 декабря 1991      | Олег Алексеевич Гриневский         | 1930—2019  |                             |                                                                                                |
| Российская Федерация              |                                    |            |                             |                                                                                                |
| 25 декабря 1991 — 19 июня 1997    | Олег Алексеевич Гриневский         | 1930—2019  |                             |                                                                                                |
| 23 октября 1997 — 31 мая 2001     | Алексей Леонидович Никифоров       | род. 1937  |                             |                                                                                                |
| 31 мая 2001 — 5 августа 2005      | Николай Иванович Садчиков          | 1946—2015  |                             |                                                                                                |
| 5 августа 2005 — 4 сентября 2009  | Александр Михайлович Кадакин       | 1949—2017  |                             |                                                                                                |
| 4 сентября 2009 — 7 мая 2014      | Игорь Святославович Неверов        | род. 1956  |                             |                                                                                                |
| 7 мая 2014 — 25 октября 2024      | Виктор Иванович Татаринцев         | род. 1954  | 9 июня 2014                 |                                                                                                |
| 25 октября 2024 — настоящее время | Сергей Сергеевич Беляев            | род. 1965  | 5 декабря 2024              |                                                                                                |